# Havdhem
Havdhem is een plaats in de gemeente, landschap en eiland Gotland in de provincie Gotlands län in Zweden. De plaats heeft 318 inwoners (2005) en een oppervlakte van 91 hectare.

## Verkeer en vervoer

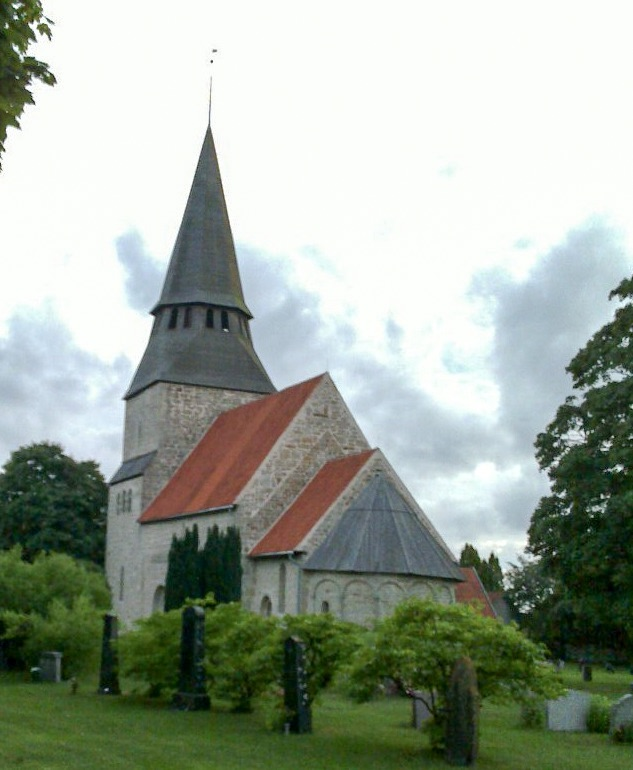
Kerk van Havdhem

Bij de plaats loopt de Länsväg 142.